# Wygoda (rejon iwanofrankiwski)
Wygoda (ukr. Вигода) – wieś na Ukrainie w rejonie rohatyńskim obwodu iwanofrankiwskiego.